# These New Puritans
I These New Puritans (a volte abbreviati come TNP) sono un gruppo art rock inglese di Southend-on-Sea. Hanno sinora pubblicato cinque album, Beat Pyramid (2008), Hidden (2010) e Field of Reeds (2013), Inside the Rose (2019) e Crooked wing (2025), nonché diversi singoli. 
Il gruppo è composto dai gemelli Jack e George Barnett, Sophie Sleigh-Johnson e Thomas Hein. Il sound dei TNP si rifà a molti gruppi come Sonic Youth, Yo La Tengo e Underworld, ma anche alla scena elettronica di Sheffield e Berlino e a quella rock alternativa degli anni 90.
Negli anni il gruppo ha fatto da spalla a vari artisti tra cui Crystal Castles, British Sea Power, The Kills, Blood Red Shoes e Klaxons.

## Storia
L'esordio ufficiale è avvenuto nel 2006 con l'EP Now Pluvial, un 7" in tiratura limitata (500 copie) contenente tre tracce. Il primo album ufficiale su lunga distanza è invece Beat Pyramid, uscito nel gennaio 2008 ad opera della label Angular in collaborazione con la Domino Records.
Due anni dopo esce invece Hidden, realizzato con il significativo aiuto di Graham Sutton dei Bark Psychosis. Il disco miscela post punk ed hip hop.
Nel giugno del 2013 esce il terzo lavoro, ossia Field of Reeds. Nel frattempo il gruppo è diventato un trio, dopo l'addio di Sophie Sleigh-Johnson. 
Field Of Reeds è stato selezionato come disco del mese secondo ondarock.it/ per il mese di giugno e disco dell'anno per il 2013.
Nel 2019 pubblicano il quarto album, intitolato Inside the Rose. Nel disco il gruppo si riduce a duo composto dai soli gemelli Barnett. Il lavoro presenta influenze dai vari album precedenti, in particolare Hidden e Field of Reeds, e vanta la collaborazione della fotografa e artista Harley Weir per la parte di visual, inclusa la foto di copertina.
Nel 2025 pubblicano il loro quinto album, intitolato Crooked Wing.

## Ispirazioni
I testi del primo album si ispirano a John Dee, scienziato inglese alla corte di Elisabetta I d'Inghilterra.

## Formazione

### Formazione attuale
- Jack Barnett - voce, chitarra
- George Barnett - batteria

### Ex componenti
- Sophie Sleigh-Johnson - tastiere/sintetizzatori
- Thomas Hein - basso

## Discografia

### Album
- 2008 - Beat Pyramid (Angular Records) e (Domino Records)
- 2010 - Hidden
- 2013 - Field of Reeds
- 2019 - Inside The Rose
- 2025 - Crooked Wing

### Singoli
- 2006 - Now Pluvial
- 2007 - Navigate, Navigate
- 2007 - Numbers"/"Colours
- 2008 - Elvis E.P.
- 2008 - Swords of Truth
- 2009 - We Want War

### Compilation
- 2006 "Chamber" – Digital Penetration (Alt Delete Records)
- 2006 "I Want to Be Tracey Emin" – Future Love Songs (Angular Records)
- 2006 "Elvis (demo)" - Dance Floor Distortion
- 2008 "Colours" - 2000 Trees - Cider Smiles Vol.1 , (Hide & Seek Records)